# ホン
ホンは、人が音に感じる大きさを表すための単位であり、日本においては以下の2つの量の単位として用いられた。
1. 音の大きさのレベル（ラウドネスレベル）の単位である「フォン」(phon)。騒音レベルの「ホン」とは使い分けられる[2]。（→「#ラウドネスレベル」）
2. 音圧レベルを人間の聴覚を考慮した特性曲線により重みづけして求められる騒音レベルの単位としてかつて日本で用いられていた「ホン」。「フォン」(phon)とは異なる[3]。1997年（平成9年）9月30日までは、計量法における法定計量単位であった（計量法に基づく計量単位一覧#廃止された法定計量単位）。それ以降は、非法定計量単位[注釈 1]となっている[4]。（→「#騒音レベル」）

上の2つはいずれも、
- 1000ヘルツ[Hz]の純音に対しては音圧レベルのデシベル値に等しい。
- 同じ音圧でも周波数によって聴覚的な聞こえ方が異なるので、同じデシベル値を示す音圧レベルでも周波数が違えば異なる値を示す。

という特徴を持ち、時に混同されるが、ラウドネスレベルの「フォン」と騒音レベルの「ホン」は異なる定義を持つ。

## ラウドネスレベル

ラウドネスレベルのフォン[phon]と音圧レベルを表すデシベル[dB]との関係（等ラウドネス曲線）

フォン (phon) は、音の大きさ（ラウドネス）のレベル（ラウドネスレベル）の単位。別名ホン、ホーン。
周波数1000ヘルツ[Hz]の純音のフォン[phon]は、その音圧レベル（単位:デシベル[dB]）に等しい。これ以外の周波数のフォン値は、同じラウドネスに聞こえる1000ヘルツの純音の音圧レベルに等しい。したがって、同じフォンの音は（個人差等もあるがほぼ）同じ大きさに聞こえる。
音圧レベルのdB値とフォンの関係は等ラウドネス曲線に一致するはずだが、実際には測定条件や個人差などの違いにより、研究者ごとに異なる等ラウドネス曲線が導き出されている。フォンの算出には、ISO 226:2003で規格化された等ラウドネス曲線を使う。
なお、等ラウドネス曲線が等間隔でないため、騒音レベルとは異なり、同じ周波数で音圧レベルが1デシベル増えてもラウドネスレベルが1フォン増えるとは限らない。
ラウドネス「レベル」ではない、ラウドネスの単位にソーン（sone）がある。フォンとソーンには「フォン[phon] ÷ 10 - 4 = log2ソーン[sone]」の関係がある。ラウドネスはISO532で規格化されている。

## 騒音レベル

周波数による聴感補正グラフ
平坦特性をZ特性といい、A,C特性は等ラウドネス曲線のそれぞれ60,100phonに近似した重みづけである。その中間のB特性と、航空機騒音評価のために提案されたD特性は音源の改善により用いられなくなった。

ホンは、騒音レベルを表すためにかつて用いられていた日本特有の単位であり、現在は「ホン」ではなくデシベル[dB]が騒音レベルの単位として用いられる。
騒音レベルは、周波数ごとに定められた特性値を音圧レベルの値（単位:dB）に足して得られる。音圧で考えれば、周波数ごとに定められた値を掛けていることになる。
特性には、IEC 61672:2003で規格化されたA特性（または周波数重み付けA）、B特性（ほとんど使わない）、C特性があり、それらを使って得られた騒音レベルは、かつては「ホン(A)」、「ホン(B)」、「ホン(C)」で表された。ただしこの意味でのホンは、計量法により1997年（平成9年）9月30日で廃止され、現在は単にデシベル（dB）を使う。
かつてはA特性であることを明示する場合にdB(A)、dBAなどと書いていたが、現在は単にdBとだけ書く。なぜならば、ISOやJISのJIS Z8203では、単位記号 (dB) に余計な記号を付けることは推奨されないからである。
騒音は多数の周波数の音が混合しているため、実際の測定では、騒音を周波数分解して、それぞれの周波数ごとの音圧に特性のデシベルを比に換算した値を掛け、それらを足し合わせてデシベルに換算する。
なお、騒音レベルは聴覚補正はされているが、一般的に騒音計（サウンドレベルメータ）で測定されることから、電気回路化が容易であるように、特性が実際の等ラウドネス曲線より単純な曲線であることと、デシベルでの単なる加減算であることから、ラウドネスレベルとはあまり一致せず、同じデシベル値を持つ騒音レベルでも、周波数の違いにより同じ大きさに聞こえるとは限らない。また、単なる加減算であるため、同じ周波数なら音圧が1dB増えれば騒音レベルも1dB増える。
また、騒音計での騒音レベル測定においては、通常、レベル化する際には時間的に平滑化するために時間重み特性をかける。（→音圧#実効値の時間変化）